# سكودو الدولة البابوية

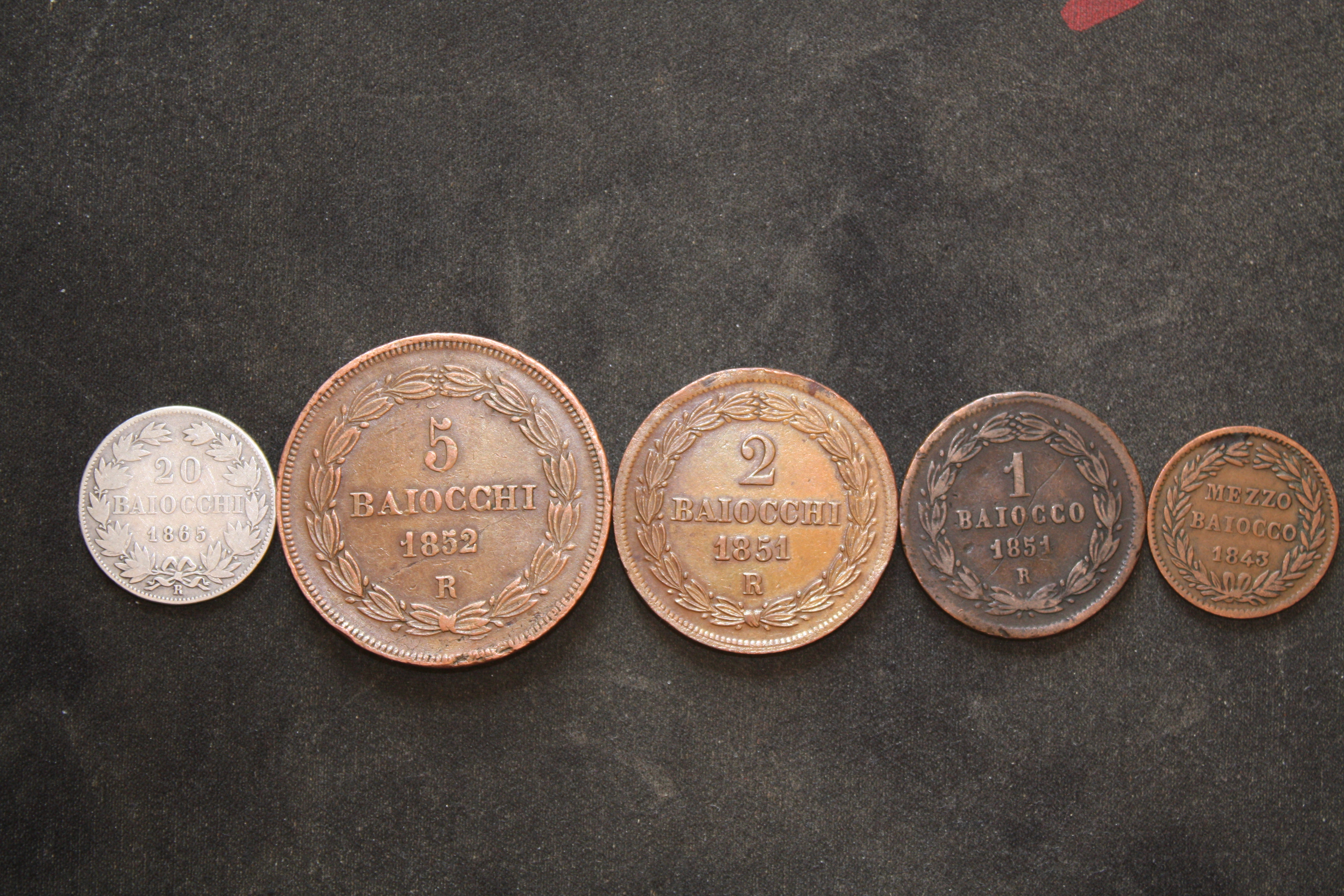
قطع نقدية مختلفة من عملة البايوكو، الوحدة المكوّنة لعملة السكودو البابوي

سكودو الدولة البابوية أو السكودو البابوي أو السكودو الروماني (بالإيطالية: Scudo pontificio، والجمع: scudi) هو العملة المتداولة في الدولة البابوية حتى عام 1866. كان السكودو الواحد ينقسم إلى 100 بايوكو (بالإيطالية: baiocco، والجمع: بايوكي baiocchi)، وكل بايوكي ينقسم إلى 5 كواترينو (بالإيطالية: quattrino، والجمع: كواتريني quattrini). ومن التقسيمات الأخرى للعملة: الغروسو (بالإيطالية: grosso) الذي يتكون من 5 بايوكي، والكارلينو (بالإيطالية: carlino) وهو من سبعة بايوكي ونصف، والجوليو (بالإيطالية: giulio) والباولي (بالإيطالية: paoli) وكلاهما يتألف من 10 بايوكي، والتستوني (بالإيطالية: testone) وهو 30 بايوكي، والدوبيا (بالإيطالية: doppia) وهو 3 سكودي.